# فيلقية مورافية
فيلقية مورافية (الاسم العلمي: Legionella moravica) هي نوع من البكتيريا يتبع جنس الفيلقية من الفصيلة الفيالقية.